# White Lake, Wisconsin
White Lake là một làng thuộc quận Langlade, tiểu bang Wisconsin, Hoa Kỳ. Năm 2006, dân số của làng này là 329 người.